# Яблунська сільська рада (Червоноармійський район)
Яблунська сільська рада — колишня адміністративно-територіальна одиниця та орган місцевого самоврядування у Червоноармійському (Пулинському), Соколовському, Новоград-Волинському районах і Новоград-Волинській міській раді Волинської округи, Київської та Житомирської областей Української РСР з адміністративним центром у селі Яблонне.

## Населені пункти
Сільській раді на час ліквідації були підпорядковані населені пункти:
- с. Стара Рудня;
- с. Яблонне.

## Населення
Кількість населення ради станом на 1923 рік становила 1 221 особу, кількість дворів — 214.
Кількість населення сільської ради станом на 1924 рік становила 1 284 особи, дворів — 198.
У 1926 році чисельність населення сільської ради становила 615 осіб.
Кількість населення ради станом на 1931 рік становила 663 особи.

## Історія та адміністративний устрій
Створена 1923 року в складі сільця Стара Рудня та колоній Весела Діброва, Мирне Курненської волості Новоград-Волинського повіту Волинської губернії. 18 лютого 1923 року, відповідно до рішення Волинської ГАТК (протокол № 1 «Про об'єднання населених пунктів у сільради, зміну складу і центрів сільрад»), підпорядковано урочище Кривці Недбаївської сільської ради Курненської волості. 7 березня 1923 року включена до складу новоутвореного Пулинського району Житомирської (згодом — Волинська) округи. 27 жовтня 1926 року с. Стара Рудня, колонії Весела Діброва та Мирне виділено в Мирненську німецьку національну сільську раду Пулинського (згодом — Червоноармійський) району. 6 лютого 1928 року с. Стара Рудня повернуте до складу Яблунської сільської ради. 20 червня 1930 року передана до складу Соколовського району Волинської округи. 15 вересня 1930 року, відповідно до постанови ВУЦВК та РНК УСРР «Про ліквідацію округ та перехід на двоступеневу систему управління», сільську раду включено до складу Новоград-Волинського району Української СРР. 1 червня 1935 року, відповідно до постанови Президії ЦВК Української СРР «Про порядок організації органів радянської влади в новоутворених округах», передана до складу Новоград-Волинської міської ради Київської області. 17 жовтня 1935 року сільську раду передано до складу Червоноармійського району Київської області. На 1 жовтня 1941 року ур. Кривці не перебувало на обліку населених пунктів.
Станом на 1 вересня 1946 року сільська рада входила до складу Червоноармійського району Житомирської області, на обліку в раді перебували с. Яблунне та х. Стара Рудня.
Ліквідована 11 серпня 1954 року, відповідно до указу Президії Верховної ради Української РСР «Про укрупнення сільських рад по Житомирській області», територію та населені пункти ради приєднано до складу Теньківської сільської ради Червоноармійського району Житомирської області.